# 我獨自旅行
《我獨自旅行》為韓國	sky Travel的綜藝節目，由李世榮、洪洙賢、徐孝琳等人主持，節目為獨自旅行與旅行中遇到的酸甜苦辣為主軸。

## 外部連結
- 官方網站